# 林䳭伯劳

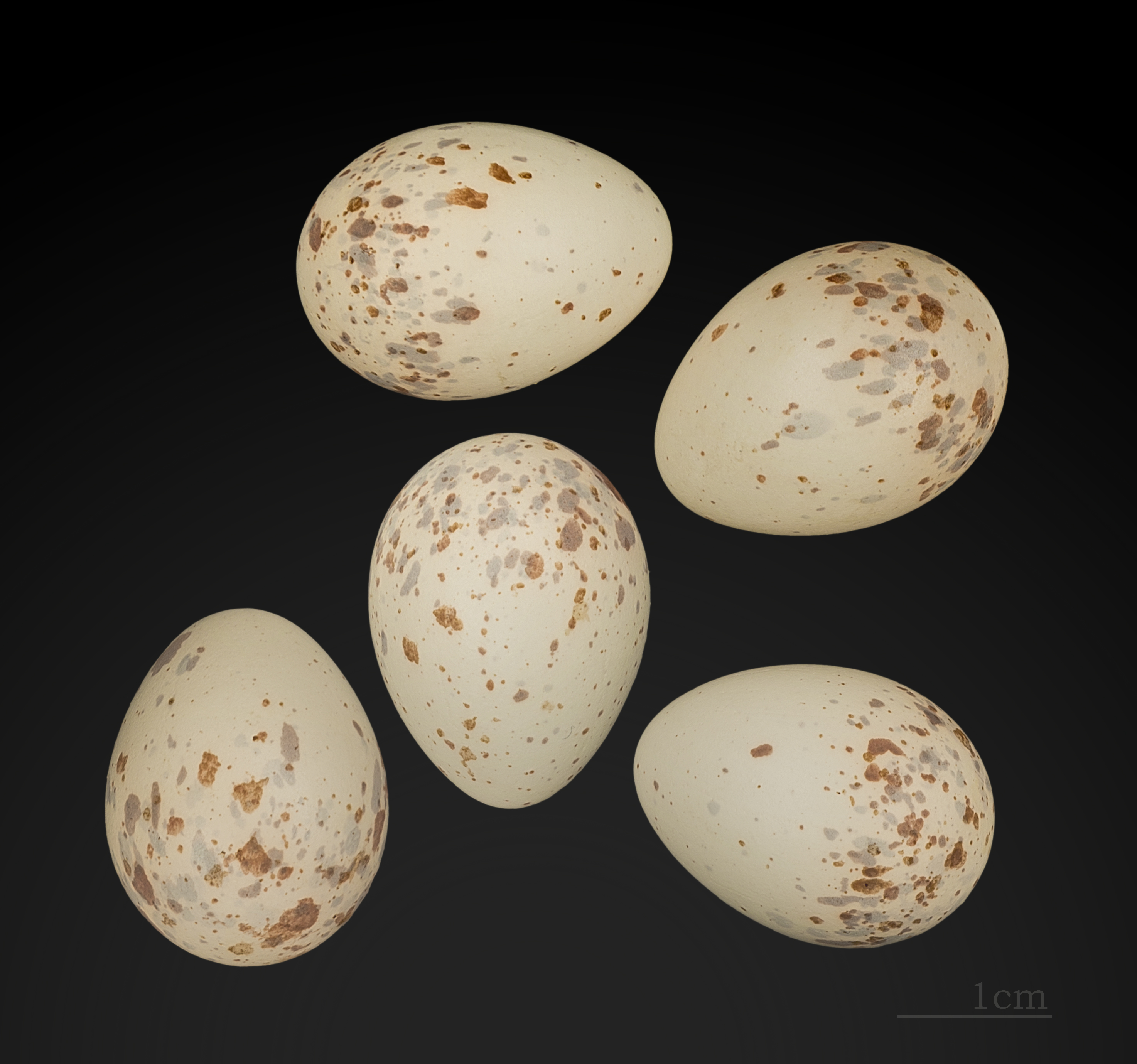
Lanius senator

林䳭伯劳（学名：Lanius senator）是伯劳科伯劳属的一种。分布于南欧、中东以及非洲西北，冬季时会迁徙到热带非洲。喜在乡村的果树上、裸露地面或沙地上产蛋。
林䳭伯劳是一种候鸟，中等体型，以大型昆虫、小鸟和青蛙为食。和其他伯劳一样，林䳭伯劳会从突出的高处向猎物发起突袭，并用荆棘或带刺的铁丝刺穿其猎物。